# Allen West (criminoso)
Allen Clayton West (Nova Iorque, 25 de março de 1929 – Gainesville, 21 de dezembro de 1978) foi um criminoso estadunidense, envolvido na fuga de Alcatraz em junho de 1962.
West foi enviado primeiro para uma penitenciária de Atlanta por roubar carros, e foi lá onde conheceu Frank Morris, John Anglin, Clarence Anglin e Alfred Anglin. Foi transferido para a prisão de Alcatraz em 1957, se tornando o preso número AZ1335.
Participou dos planejamentos da fuga de Alcatraz em junho de 1962, mas na véspera da escapada não foi suficientemente ágil para acompanhar os restantes fugitivos. Após sair de Alcatraz, cumpriu pena em outros lugares. Morreu aos 49 anos, de peritonite.